# Henry Holland
Pour les articles homonymes, voir Holland.
Cet article concerne l'architecte britannique. Pour le chef lancastrien pendant la guerre des Deux-Roses, voir Henri Holland.
Henry Holland, né le 20 juillet 1745 à Fulham (Londres) et mort le 17 juin 1806 à Londres, est un architecte britannique.

## Biographie
Né à Londres, Henry Holland est le fils d’un architecte, également prénommé Henry.
Sa première réalisation est Claremont House en 1771. Mais il est surtout connu pour être l’auteur, à Londres, du Brooks’s Club et de Carlton House, résidence du prince de Galles aujourd’hui détruite.
Décédé en 1806, Henry Holland est enterré à All Saints Church, Fulham, à quelques pas de sa maison natale.

## Réalisations principales

### À Londres
- Brooks’s Club (1776-1778)
- Sloane Square (1780)
- Carlton House (1783-1795), démolie en 1826 et remplacée par Carlton House Terrace de John Nash
- Cadogan Place

### En dehors de Londres
- Claremont House, comté du Surrey (1771)
- Royal Pavilion, Brighton (1786-1787)

## Galerie

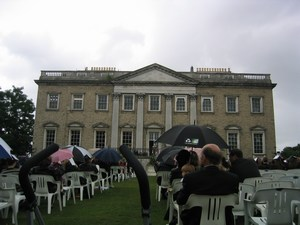
Claremont House, 1771
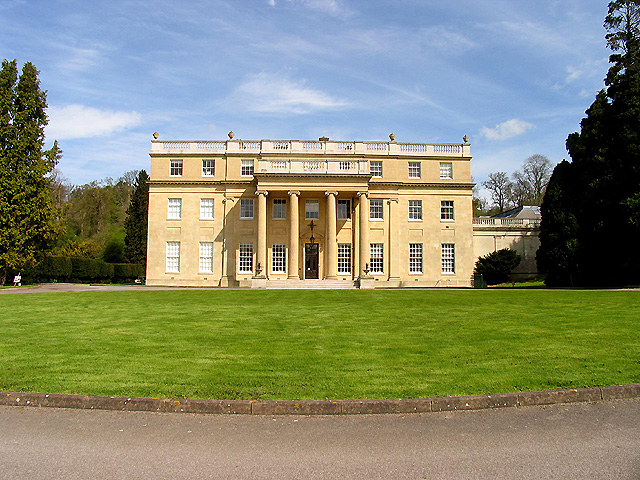
Benham Park, Berkshire, 1774-1775
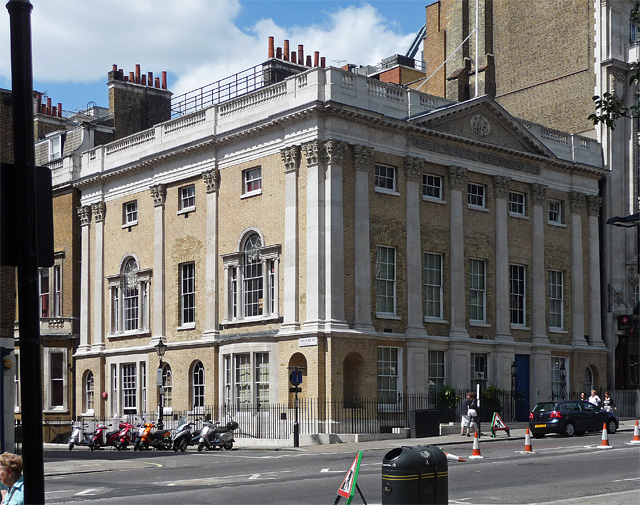
Brooks’s Club, Londres, 1776-1778
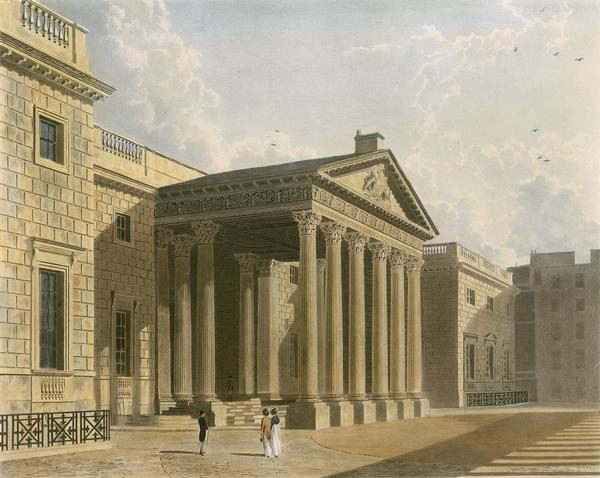
Entrée de Carlton House
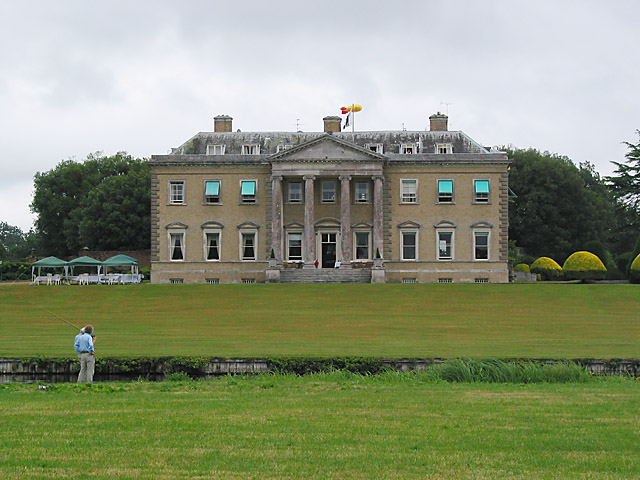
Broadlandshouse, Hampshire, 1788